# Établissements de Saint Louis
Die Établissements de Saint Louis (deut: Erlasse des heiligen Ludwig) gehören zu den bedeutendsten Sammlungen mittelalterlicher Gewohnheitsrechte (Coutumes) in Frankreich. Das Werk wurde in Altfranzösisch verfasst und in drei Teile gegliedert, von denen der Titel des ersten Teils den Namen für das Gesamtwerk gab.
Der erste Teil besteht aus neun Ordonnanzen des Königs Ludwig IX. (gen: „der Heilige“), die er kurz vor dem Aufbruch zum Kreuzzug nach Afrika 1270 erlassen hatte. In ihnen sind hauptsächlich die Kompetenzen und Geschäftsordnungen der im Pariser Grand Châtelet installierten, obersten königlichen Justizbehörde geregelt. Die zwei folgenden Teile wurden bis zum Jahr 1273 vermutlich von einem Legisten zusammengefasst. Im zweiten Teil sind in einhundertsechsundsechzig Kapiteln die Gewohnheitsrechte der Touraine und des Anjou niedergeschrieben, im dritten Teil in dreiundachtzig Kapiteln die des Orléanais. Im letzten Teil wird zusätzlich der Wirkungsbereich der königlichen Rechtsprechung in den Provinzen gegenüber der Jurisdiktion des lokalen Feudaladels definiert.
Obwohl diese Sammlung bis auf dem ersten Teil niemals einen offiziellen Status erlangte, fand sie in mehreren Kopien schnell Anwendung in mehreren Regionen Frankreichs. Sie wurde von Rechtsgelehrten wie Montesquieu zitiert oder als Referenz genutzt, wodurch sie an Bedeutung letztlich einen Platz neben den Coutumes de Beauvaisis des Philippe de Beaumanoir, dem Conseil è un ami des Pierre de Fontaines oder dem Livre de Jostice et de Plet einnimmt.
Häufig werden die Établissements als erste gesamtfranzösische Verfassungsbestimmung nach den Kapitularien Karls des Großen angesehen.